# 特尼克斯防務
特尼克斯防務（英文：Tenix Defence）於1997年創建，曾經為澳大利亞最大規模的國防承包商，專注於陸上、海事、航空航天工程及電子工程等工業。2008年1月，英國航太系統宣佈有意從特尼克斯收購該子公司，至同年6月以7億7千5百萬美元完成。